# Vale Formoso
Vale Formoso is een plaats (freguesia) in de Portugese gemeente Covilhã en telt 640 inwoners (2001).